# 一矩陣
在數學中，一矩陣又稱為全一矩陣，是指所有元素皆為1的矩陣，通常以符號{\displaystyle J}來表示，並以下標符號表示矩陣的維度，例如：
{\displaystyle J_{2}={\begin{pmatrix}1&1\\1&1\end{pmatrix}};\quad J_{3}={\begin{pmatrix}1&1&1\\1&1&1\\1&1&1\end{pmatrix}};\quad J_{2,5}={\begin{pmatrix}1&1&1&1&1\\1&1&1&1&1\end{pmatrix}};\quad J_{1,2}={\begin{pmatrix}1&1\end{pmatrix}}.\quad }
部分文獻將之稱為單元矩陣或單位矩陣。但「單位矩陣」一詞更常代表主對角線為一、其餘為零的單位矩陣:71，兩者是不同的矩陣。
類似地，一向量或全一向量是指只所有元素皆為1的向量，可以視為有一行或只有一列的全一矩陣，其也不應與單位向量混淆。
特別地，{\displaystyle 1\times 1}的全一矩陣與單位矩陣是等價的，即{\displaystyle I_{1}=J_{1}={\begin{bmatrix}1\end{bmatrix}}}。對於所有維度大於或等於2的全一矩陣，若其為方陣，則其行列式為0。

## 性質
所有的{\displaystyle n\times n}的全一方陣（為方陣的全一矩陣）{\displaystyle J_{n}}有以下性質：
- {\displaystyle J_{n}}的跡為{\displaystyle n}[5]
- 若{\displaystyle n\geq 2}，{\displaystyle J_{n}}的行列式為{\displaystyle \det J_{n}=0}。對於小於2的情況，行列式為1，即{\displaystyle \det J_{1}=\det {\begin{bmatrix}1\end{bmatrix}}=1}。（若也將{\displaystyle n=0}考慮進來，則若將空矩陣也視為一種全一矩陣，則其行列式也為1[6]）
- 全一矩陣{\displaystyle J_{n}}的特徵多項式為{\displaystyle (x-n)x^{n-1}}
- 全一矩陣{\displaystyle J_{n}}的極小多項式為{\displaystyle (x-n)x}
- 全一矩陣{\displaystyle J_{n}}的秩為1、特徵值為{\displaystyle n}（代數重数為1）和0（代數重数為{\displaystyle n-1}）[7]
- {\displaystyle J^{k}=n^{k-1}J}，其中{\displaystyle k=1,2,\ldots .}[8]
- 全一矩陣{\displaystyle J}是阿達瑪乘積的單位元[9]

當全一矩陣{\displaystyle J}在實矩陣運算時，以下附加性質成立：
- 全一矩陣{\displaystyle J}為半正定矩阵
- {\displaystyle {\frac {1}{n}}J_{n}}為幂等矩阵[8]
- 全一矩陣{\displaystyle J}的矩阵指数為{\displaystyle \exp(J_{n})=I+{\frac {e^{n}-1}{n}}J_{n}}

## 應用
全一矩陣可以應用於數學領域中的組合學，特別是在涉及代數方法的圖論中。舉例來說，如果{\displaystyle A}是{\displaystyle n}個頂點無向圖{\displaystyle G}的鄰接矩陣，且{\displaystyle J}是與{\displaystyle A}相同維度的全一矩陣，則若{\displaystyle AJ=JA}時，{\displaystyle G}為正則圖，反之亦然。